# Celsoy
Celsoy ist eine französische Gemeinde mit 92 Einwohnern (Stand: 1. Januar 2022) im Département Haute-Marne in der Region Grand Est. Sie gehört zum Arrondissement Langres und zum Kanton Chalindrey. Die Bewohner werden Chachots und Chachottes genannt.

## Geografie
Die Gemeinde Celsoy liegt 15 Kilometer östlich von Langres auf der Wasserscheide zwischen den Flusssystemen von Maas und Saône. Sie ist umgeben von folgenden Nachbargemeinden:
| Orbigny-au-Mont | Plesnoy                                     |              |
| Lecey           | Kompassrose, die auf Nachbargemeinden zeigt |              |
| Chatenay-Vaudin |                                             | Haute-Amance |

## Bevölkerungsentwicklung
| Jahr                       | 1962 | 1968 | 1975 | 1982 | 1990 | 1999 | 2008 | 2018 |
| -------------------------- | ---- | ---- | ---- | ---- | ---- | ---- | ---- | ---- |
| Einwohner                  | 138  | 110  | 91   | 72   | 90   | 94   | 106  | 104  |
| Quellen: Cassini und INSEE |      |      |      |      |      |      |      |      |

## Sehenswürdigkeiten

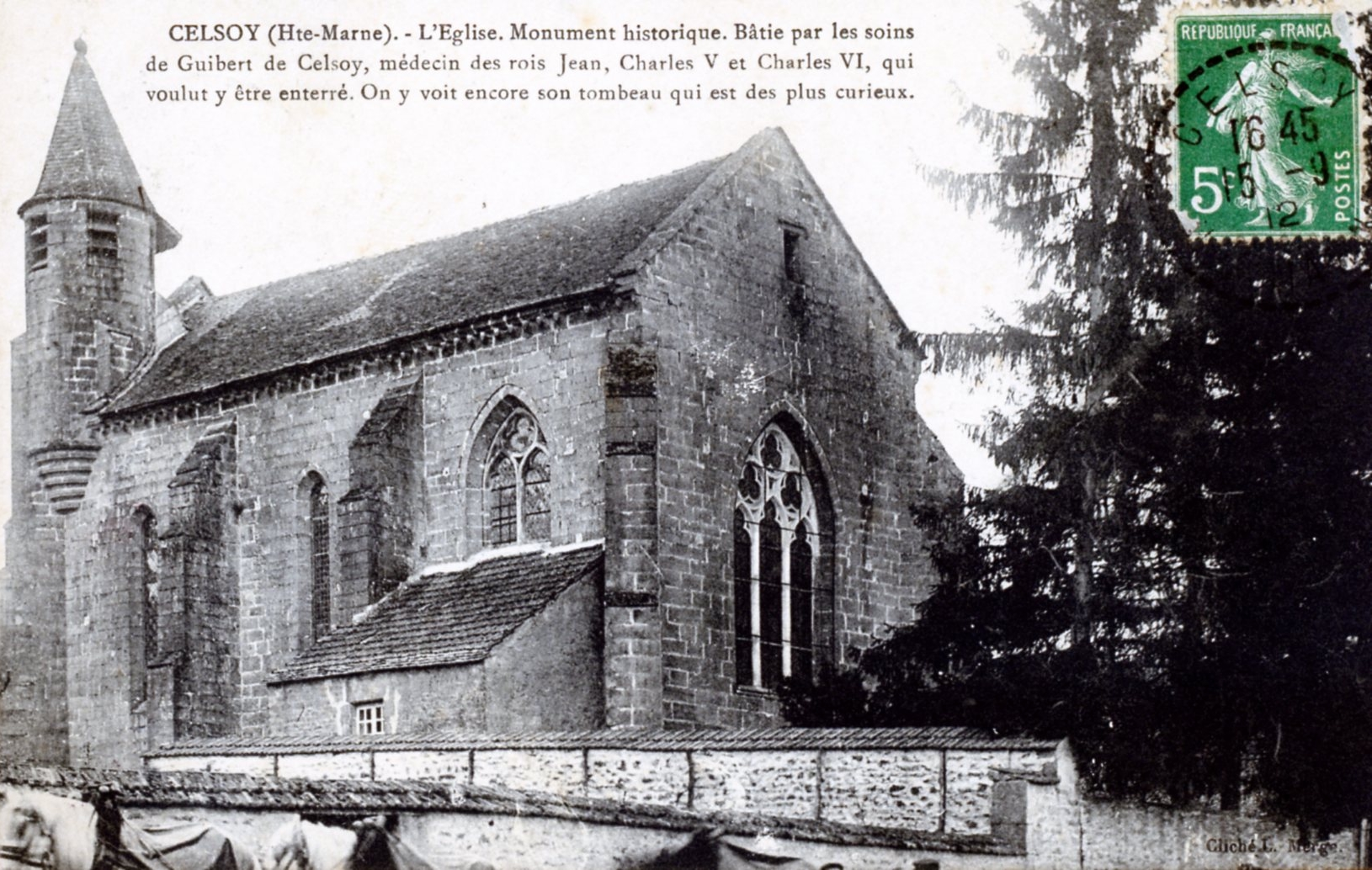
Kirche Saint-Maur-et-Sainte-Catherine im Jahr 1912

- Kirche Saint-Maur-et-Sainte-Catherine, seit 1909 als Monument historique klassifiziert